# Indol
Indol é um composto orgânico aromático heterocíclico. Possui uma estrutura bicíclica, que consiste em um anel benzênico (6 carbonos) acoplado a um anel de pirrol (anel de 5 membros com um nitrogênio). O par eletrônico não-ligante do nitrogênio participa do sistema aromático da molécula, e portanto, o indol não é uma base e não se comporta como uma amina simples.
Indol é um sólido à temperatura ambiente. Pode ser produzido por bactérias como um produto da degradação do aminoácido triptofano. Presente naturalmente nas fezes humanas, tem um odor fecal intenso. Porém, em concentrações muito baixas, tal composto possui um odor de flores, e é um constituinte de muitos destes aromas (está presente, por exemplo, na flor da laranjeira) e também de perfumes. Está também presente no alcatrão da hulha.
A estrutura da indol pode ser encontrada em vários compostos orgânicos, tais como no aminoácido triptofano, em alcalóides, e em pigmentos.
Indol sofre substituição eletrofílica, principalmente na posição 3. Indóis substituídos são elementos estruturais (e os precursores sintéticos, no caso de alguns compostos) dos alcalóides de triptamina derivados do triptofano, tais como os neurotransmissores serotonina e melatonina. Entre outros compostos indólicos também estão o hormônio vegetal auxina (ácido indol-3-acético), a droga anti-inflamatória indometacina, e o bloqueador beta adrenérgico pindolol.

## Etimologia
O nome indol vem da fusão das palavras índigo e óleo, pois o composto foi primeiramente isolado através do tratamento de corante anil (índigo) com óleo.

## Síntese de indóis
Indol é um importante constituinte do alcatrão da hulha, e a fração de destilação a 220-260 °C é a principal fonte industrial do material. Indol e seus derivados podem também ser sintetizados por uma variedade de métodos.  As principais rotas industriais iniciam da anilina.
Ilustrativo de tais sínteses de larga escala, indol (e derivados substituídos) formam-se via reação de fase vapor da anilina com etilenoglicol na presença de catalisadores:
Reações são geralmente conduzidas entre 200 and 500 °C. O rendimento podem ser de até 60%.  Outros precursores do indol incluem formiltoluidina, 2-etilanilina, e 2-(2-nitrofenil)etanol, todos os quais sujeitos a ciclizações. Muitos outros métodos tem sido desenvolvidos e são aplicáveis.